# Contagion
Pour les articles homonymes, voir Contagion (homonymie).
La contagion est la propagation de maladies infectieuses entre individus contemporains. Par extension peuvent également être appelés contagion les phénomènes de dispersion de documents, virus informatique ou messages (on parle de viralité en sciences de la communication).

## Histoire
Le phénomène de contagion est connu depuis longtemps, mais il est mal expliqué jusqu'à ce qu'on identifie les agents microbiens qui sont responsables des maladies.
La contagiosité (appelé « contage » au début du XXe siècle) est le potentiel de transmission d'une maladie d’individu à individu.

## Types de contagion
On peut classer les types de contagion selon :
- le type de transmission[1] :
  - directe : quand le microbe est transmis directement d'un sujet porteur (éventuellement porteur sain) à un sujet sain. Ce transfert se fait par contact (mains, baiser, rapports sexuels, échanges sanguins, etc) et/ou par l'air (via des bioaérosols (gouttelettes propulsées par éternuements, toux, postillons, ou émises par de simple expirations).
Outre les états de santé de la personne infectée et de l'autre personne exposée en proximité, le risque de contagion varie selon leur distance et leurs postures respectives (vis-à-vis, contacts…), la durée d'exposition, et le contexte (turbulences et vitesses de l'air, exposition aux UV solaires, hygrométrie, etc.) : ces facteurs influent considérablement sur l'« efficacité » de la transmission aéroportée de microbes. À l'expiration, pour une personne debout ou assise, le flux respiratoire est généralement orienté vers le bas s'il est exprimé par les narines ou face au visage s'il est émis par la bouche. Les caractéristiques de ce flux dépendent aussi beaucoup de l'activité respiratoire[2],[3] et des modes respiratoires[4],[5],[6]. 
La toux et les éternuements ont depuis des décennies suscité le plus de préoccupations et d'études et de mesures de protection (masques notamment) car ils induisent une vitesse expiratoire et un taux de gouttelettes plus élevées, propice à une contamination immédiate ; ce ne sont pourtant souvent que de brefs évènements, comparés à la fréquence des expirations normales ou même liées à la parole. Or on sait maintenant qu'un malade, par ses expirations normales, émet aussi des bioaérosols contaminants, plus encore quand il parle et encore plus s'il crie. L'inhalation a peu d'effets aérodynamiques sur le flux d'air d'une pièce[6] mais l'expiration par la bouche ou le nez génèrent des schémas de débit d'aérosols très variés, qui compliquent les modélisations[7],[3],[2],[8].
  - directe et verticale : on parle de transmission verticale quand un pathogène ou une anomalie génétique est transmis d'un géniteur à l'enfant, soit avant la naissance via les cellules germinales du père ou de la mère, via le liquide spermatique ou via le placenta, le canal génital lors du travail et de l'accouchement ; ou après la naissance (par contact étroit, par des gouttelettes, par l'allaitement post-partum, etc.)[9].
  - indirecte ou différée (via un vecteur tel qu'un objet (dits « fomite » dans la littérature scientifique), de l'eau, de la terre ou des poussières contaminées, des matières fécales, du sang, du vomi, un cadavre, un aliment contaminé, un insecte piqueur, ou encore des eaux de lavage, des instruments médicaux, etc.).
- la voie de transmission : peau, muqueuse, œil, arbre respiratoire, tube digestif, lésion ;
- l'ampleur géographique : épidémie, endémie, pandémie ;
- le type de maladie : zoonose, virose, bactériose…

## Cas du bioaérosol, lieu et agent de contagion
La plupart des maladies respiratoires infectieuses s'accompagnent de fièvre, de nez qui coule (rhinorrhée) et de congestion voire d'obstruction nasale ou de remontées de glaires épaisses, voire de sang ou de pus, autant d'éléments sources de bioaérosols susceptible de contribuer à la contagion ; pour bien modéliser ces épidémies, il convient de notamment connaître le degré et la part de contagiosité dédiés par ces bioaérosols et leurs quantités.
Dans les années 1930-1940, à l'université Harvard, on invente des appareils destinés à quantifier la contamination de l'air par d'invisibles bactéries (notamment émises par la toux ou les éternuements),. On s'intéresse aux doses nécessaires et suffisantes pour une contamination, et en 1950, grâce à de nombreuses expériences animales ayant utilisé des souris, rats, hamsters et cobayes, il ne fait plus de doute que, par exemple, des aérosols de noyaux de gouttelettes fines contenant le bacille de la tuberculose bovine ou humaine sont contaminants.
Depuis les années 2000, les chercheurs savent mesurer, de plus en plus précisément, la quantité d'aérosols et de bioaérosols expirée par le nez ou la bouche d'un malade, dont lors d'une respiration « normale », ou par une personne qui parle. On mesure aussi les classes de tailles des gouttelettes émises (tailles nanométriques à micrométriques allant d'environ 1 μm à 500 μm),, (notamment entre 0,01 et 2.0 μm). Il est même possible de savoir de quelle partie de l'arbre respiratoire ou la cavité buccale proviennent les particules expectorées ou expirées. On a ainsi montré que :
- même lors d'une expiration normale, la plupart des humains (malades ou non) exhalent une certaine quantité de bioaérosols. Ils sont normalement invisibles, mais un rayon laser de longueur d'onde adéquate et de lumière cohérente peut les rendre visibles[15]. Ces micro-gouttelettes proviennent essentiellement du mucus remonté par les cils des voies respiratoires et de la salive. Certains malades (dits superinfecteurs ) en émettent des quantités très supérieures à la moyenne ; via ces « bioaérosols » ils peuvent, plus que d'autres[21], contribuer à propager certaines maladies infectieuses (ex : grippe[22], tuberculose[23],[24], rougeole[25], syndrome respiratoire aigu sévère[26],[27]…). Dans une pièce où l'air est stable, et même dans une pièce où l'air est mélangé par le système de climatisation, la zone de respiration d'une personne malade est plus riche en microbes aéroportés que l'air ambiant.
- Plus l'air est sec, plus l'eau des nanogouttelettes émises dans l'expiration s'évapore rapidement, et même instantanément pour les gouttes de moins de 20 μm[28] (or si la toux ou l'éternuement éjectent des particules atteignant 500 μm[29], la plupart des gouttes expirées ont un diamètre inférieur à 5 à 10 μm)[17],[18],[30],[31],[32],[20],[33],[19],[34] ; dans l'air, il en reste alors des « noyaux de gouttelettes »[28] dans lesquels se trouvent des virus et bactéries provenant de l'arbre respiratoire et de la bouche d'où l'air a été expulsé, voire du système sanguin du patient si la maladie est hémorragique.
 Au-dessous de 5 à 10 μm de diamètre (« taille de coupure »)[35],[36],[29],[37] , il n'y a plus vraiment de gouttelette, mais un transfert aérien direct de nano-agrégats contentant notamment des virus ou bactéries. Par exemple, Lindsley et al. en 2010[38] ont dosé le virus grippal dans les « noyaux de gouttelettes » générés par la toux de personnes grippées : 42% des virus de la grippe A détectés l'ont été dans des noyaux de moins de 1 μm ; 23% dans des noyaux de 1-4 μm ; et 35% dans des noyaux de plus de 4 μm. Ces noyaux sont si légers qu'ils se comportent presque comme une molécule de gaz (au point que dans un environnement intérieur, le suivi d'un gaz traceur approprié (ex. : N2O) permet de correctement prévoir où les noyaux de gouttelettes expirées circuleront)[39],[40] ; et ils peuvent persister longtemps, en suspension dans l'air tout en restant infectieux, et en étant véhiculés sur une longue distance par les flux d'air intérieurs. D'autres chercheurs ont récemment montré[10],[41],[42] que ces noyaux sont si légers que le léger mouvement convectif induit par la chaleur du corps humain[41] suffit à créer un « panache » ascendant susceptible d'apporter ou d'emporter des virus et bactéries[43],[44] (y compris dans une pièce où l'air est mélangé par la climatisation[45]) ; dans certaines configurations, la convection thermique induite par la chaleur du corps peut aussi fonctionner comme un rideau d'air protégeant la personne de l'incursion de flux d'expiration d'autres personnes[10].
Rappel : dans un bioaérosol, de nombreux pathogènes survivent des heures ou des jours[46],[47],[48] et plus le noyau est petit, plus il pénétrera profondément les voies respiratoires inférieures s'il est inhalé[46],[29],[49],[50] ; c'est ainsi que de nombreux virus se dispersent pour éventuellement ensuite se recombiner dans leur hôte.
- en 2004, il est montré expérimentalement (in vitro et in vivo) qu'il suffit de modifier la tension superficielle du fluide qui couvre la muqueuse de l'arbre respiratoire (en inhalant préalablement un aérosol non toxique de solution saline isotonique nébulisée) pour faire chuter le nombre de particules de bioaérosol expirées de 72% ± 8,% durant les 6 heures qui suivent[30].
- en 2009, on précise que par rapport à une expiration normale, une expiration profonde (ample) génère 4 à 6 fois de nanoparticules et microgouttelettes dans le flux d'air expiré ; et le fait d'avoir rapidement inhalé, induit une augmentation supplémentaire de 2 à 3 fois la concentration normale[51] ; alors qu'une expiration rapide mais peu profonde a eu peu d'effet sur la concentration de l'air expiré en aérosols[51]. On note aussi que, statistiquement, le taux d'aérosol respiratoire croît avec l'âge du sujet[51].
- en 2015, on a montré qu'un médecin infecté risquait beaucoup moins de contaminer un patient si un simple petit ventilateur portable était positionné devant sa bouche (jusqu'à 60 cm) et dirigé de sorte à déporter son air expiré dans la direction opposée[52].
- en 2019-2020, on a précisé que la manière de parler et d'articuler influence fortement la quantité et le type de postillons et bioaérosols exhalés[53] ; en particulier, plus la voix est forte ou criée, plus on émet de bioaérosols[54].
 Et, de manière générale, le risque de transmission augmente quand le malade (qui peut être encore symptomatique) est debout plutôt qu'assis, et quand sa respiration est plus ample[55] et qu'il parle plus fort[15].
- le type de ventilation/climatisation, la configuration des bouches d'alimentation et d'évacuation d'air[56], ainsi que le débit d'air sont des facteurs clés, qui modulent la distribution de l'air intérieur. Selon sa configuration, le flux d'air distribuera plus ou moins et plus ou moins loin les microbes issus de la toux et des éternuements (dans les bâtiments, dans la cabine d'un avion, l'habitacle d'une voiture, etc.)[57].
 - Ainsi, dans un hôpital, une ventilation bien conçue peut fortement diminuer le risque d'infection croisée par transmission aéroportée[58] (et il existe des cas particuliers comme celui d'une salle d'opération ou des cabinets et cliniques dentaires)[59]. 
 - Cependant, dans une même pièce, par rapport à une situation moyenne ; une modification du taux de renouvellement d'air, la place du donneur de microbe et du receveur, la manière dont l'air est distribué dans la pièce, un courant d'air, le déplacement d'une ou deux personnes dans une chambre de malade peuvent momentanément fortement changer le schéma (pattern) de dispersion des noyaux de gouttelettes infectieux expirées par la (les) personne(s) infectée(s), la distance de sécurité d'un mètre pouvant alors éventuellement ne plus être adéquate[60].

### Concernant les aérosols viraux deSARS-CoV-2
On sait que certains malades de la COVID-19 présentent durant plusieurs jours un titrage (taux) élevé de virus SARS-CoV-2 dans tout ou partie de leur arbre respiratoire :
- Selon une étude publiée par la revue des CDC Emerging Infectious Diseases, faite dans un service de réanimation de 15 patients de l'hôpital Huoshenshan (l'un des 16 hôpitaux-refuges construit pour lutter contre la COVID-19 à Wuhan) et dans un service traitant 24 malades moins gravement touchés de l'hôpital construit en 10 jours, « Le SARS-CoV-2 était largement distribué dans l’air et sur la surface d’objets dans les services de réanimation et de soins généraux, ce qui implique un risque potentiellement élevé de contamination pour les personnels soignants et les autres contacts proches ». Sans surprise, le service des soins intensifs est plus contaminé et, en particulier (par ordre décroissant de contamination), les souris d'ordinateur, les poubelles, les lits et les poignées de porte. 
Les auteurs ajoutent que « plus de 50% des semelles des chaussures de soignants portant des traces de virus ; il et souhaitable qu'elles soient désinfectées quand les agents de santé sortent du service consacré à la Covid-19 ». 
Le virus est aussi trouvé en suspension dans l’air surtout près des lits de malades, et jusqu'à 4 mètres du malade ; de même que sur la bouche d’extraction d'air de la chambre, ce qui pose question pour « l’isolement de malades à domicile ». Des virions sont aussi émis en petite quantité sous forme d'aérosols par les malades qui parlent ou respirent (même sans tousser ni éternuer), mais, au 10 avril 2020, on ignore encore dans quelle mesure ils participent à la contagion, car le test employé détecte l'ARN viral, mais sans pouvoir préciser si le virus a encore son pouvoir infectieux. Les auteurs conseillent aussi de désinfecter chaque masque après utilisation, avant de le jeter.
- le 15 avril 2020, dans la revue NEJM, des chercheurs alertent sur le fait que parler suffit à émettre une quantité significative de virions, et notent que parler moins fort est associé à une moindre émission de gouttelettes aéroportées[62] (ils publient avec 3 vidéos le démontrant, basées sur l'illumination par laser de ces particules)[63].
- le 13 mai 2020, la même équipe, dans PNAS[15], confirme que des virions émis par une personne parlant à voix haute peuvent rester en suspension dans l'air d'un espace fermé pendant plus de 8 minutes à plusieurs dizaines de minutes ; conformément à la Loi de Stokes, plus les particules sont petites, plus elles restent longtemps en suspension dans l'air, alors que les plus lourdes retombent par gravité, au sol (pour la vitesse de chute des gouttes selon leur diamètre, voir ce graphe). Un laser traversant une enceinte fermée dans laquelle une personne parle permet de le vérifier. Lors de cette expérience, la personne répétait avec une voix plus ou moins forte durant 25 secondes « stay healthy » (c'est-à-dire « portez-vous bien » en anglais), expression choisie car le la phonation du « th » (dans le mot « healthy ») génère efficacement les gouttelettes dans le fluide expiré lors de la parole. Chaque microgouttelette étant illuminée quand elle traverse le plan balayé par le laser, il est possible d'évaluer le nombre de particules restant en suspension dans la boite au fil du temps[15]. Dans un air stagnant, des particules restent illuminées par le laser durant 8 à 14 min, ce qui les désigne comme des noyaux de gouttelettes d'environ 4 μm de diamètre, ou des microgouttelettes de 12 à 21 μm avant déshydratation. 
Au vu du titre (concentration) de virions de coronavirus mesurée dans la salive et le mucus oropharyngé, parler d’une voix forte durant une minute suffit à générer plus de 1 000 microgouttelettes contaminantes dans l'air ; susceptibles d'y rester en suspension 8 minutes à plusieurs dizaines de minutes si le volume d'air n'est pas renouvelé et qu'il est stagnant[15]. La simple voix normale d’un malade (souvent asymptomatique dans le cas de la COVID-19) serait donc « éminemment capable de transmettre une maladie dans un espace confiné » confirment ces chercheurs[15]. Ce phénomène est l'une explication de la forte contagiosité de certains virus ciblant les muqueuses des voies pulmonaires ou aéro-digestives (grippe[64], tuberculose[23], rhume…).
L'analyse des images indique que ce locuteur émettait, en moyenne, environ 2600 noyaux de gouttelettes par seconde de parole[15]. Au moment de cette expérience, on ignore encore quelle est la dose infectieuse minimale pour le SARS-CoV-2. Certains virus nécessitent d'être nombreux lors de l'inoculation afin qu'ils puissent déborder le système immunitaire, d'autres, au moins chez des hôtes « naïfs » (c'est-à-dire non-immunisés) peuvent induire une infection réussie à partir d'un ou quelques virions (les virologues parlent alors de virus à « action indépendante » (comprendre : indépendante du nombre de virus inoculés ; dans ce dernier cas chaque virion inoculé a une « probabilité théorique égale et non nulle de provoquer une infection »[15] ; c'est le cas par exemple pour le baculovirus quand il infecte un insecte[65] et de certains virus infectant des végétaux[66]. 
Pour la COVID-19, la charge moyenne d'ARN viral du liquide buccal est estimée être d'environ 7 × 106 virions par millilitre (avec au maximum 2,35 × 109 copies du virus par millilitre)[67] ; en termes de probabilités selon Stadnytsky & al. (en mai 2020) : 37 % des gouttelette de 50 μm de diamètre (avant déshydratation) contiendraient au moins un virion. Mais seules 0,37% des gouttelettes de 10 μm en contiendraient (en réalité les virions émis peuvent aussi venir du fond de la gorge et des poumons). Pour une humidité relative de 27% à 23°C les gouttelettes se déshydratent en quelques secondes et les auteurs estiment « qu'une minute de parole forte génère au moins 1 000 noyaux de gouttelettes contenant des virions qui restent en suspension dans l'air durant plus de 8 minutes »[15]. Les auteurs précisent que pour les aérosols d'un diamètre de quelques micromètres, d'autres moyens de mesure, complémentaires, sont nécessaires (Morawska et al. avaient ainsi en 2009 ainsi compté jusqu'à 330 particules de 0,8 à 5,5 μm émises par seconde émises lors d'une vocalisation « aah » soutenue)[20]. 
Le degré de contagiosité du virus constaté dans les hôpitaux, maisons de retraite et autres lieux de soins de santé, laisse penser que le SARS-CoV-2 est plutôt de type à « action indépendante », tout comme les virions de la grippe et la rougeole[15].
- Sur les chantiers, dans les environnements bruyants, face à des malentendants (personnes âgées…) ; dans une classe ou salle de conférence, etc., des personnes doivent parler fort. De même, dans une chorale chante-t-on avec une certaine force, et plus encore pour un chanteur d'opéra. Les tests d'émissions de gouttelettes décrits ci-dessus semblent, à ce jour, toujours avoir été faits avec des locuteurs adultes non-chanteurs ; on ignore aussi quel serait l'équivalent avec les enfants ou adolescents criant, chantant ou « parlant » avec différents débits de parole et décibels, ou pour un groupe d'élève, au niveau moyen sonore d’un couloir ou d’une cour d’école ou d’un réfectoire… ou pour des pleurs ou sanglots d'un bébé (atteint d'un rhume par exemple) ou dans le cas d'une chorale.
- Des pratiques telles que le fitness en groupe surexposent au virus (par exemple : dans 12 installations sportives de danse fitness de Cheonan (Corée du Sud), en moins de semaines, 112 personnes ont été infectées)[68] ou des pratiques telles que chanter en chorale semblent particulièrement à risque ; … à titre d'exemples (analysés par médecin et vulgarisateur scientifique Marc Gozlan[69] :
- Mi-mars 2020, dans une chorale du comté de Skagit (États-Unis), sur 61 choristes ayant (le 10 mars) participé à une répétition (qui a duré 2h30), 53 chanteurs (soit 87% du groupe, en admettant qu'il n'y ait pas eu de membres asymptomatiques non diagnostiqués) sont tombées malades dans les 4 à 19 jours qui ont suivi (parmi ces choristes tombés malades, deux sont morts)[70] ; l'enquête rétrospective faite par téléphone auprès de tous les choristes a montré qu’aucun d'entre eux n’était malade lors de la répétition précédente (du 3 mars). Après l'analyse de ce « cluster », dans leur bulletin épidémiologique hebdomadaire (MMWR) du 15 mai, les Centres pour le contrôle et la prévention des maladies (US-CDC) ont estimé que l'initiateur de ce foyer épidémique (le « patient zéro ») pourrait être un unique superinfecteurs, peut-être porteur d'une souche particulièrement virulente car la plupart des cas secondaire sont apparus dans les 3 jours (contre 5 jours habituellement). Les CDC ont alerté sur le haut risque de contagion « lors d’une activité consistant à chanter à gorge déployée au milieu d’un groupe d’individus ». Le chef de chorale a limité la propagation en informant rapidement par courriel tous les chanteurs après les premiers diagnostics (18 mars) et l'enquête a montré que la plupart des membres présents lors de la répétition se sont alors auto-isolées ou ont été placés en quarantaine[70]. Aux États-Unis, plus de 42 millions d’Américains (soit un sur huit) chantent dans l'une des 270 000 chœurs et chorales scolaires et universitaires, d'église d'entreprise ou d'autres communautés…
- Début avril, dans la chorale du canton de Berlin, réunie dans la Cathédrale de Berlin pour chanter en groupe en dépit des conseils de distanciation physique, 60 personnes sur 80 sont tombées malades, a priori collectivement infectées le 9 mars lors d’une répétition qui s'est pourtant tenue dans un lieu vaste où l'air n'est pas confiné : le chœur de l'édifice[71] ; la Rhénanie du Nord-Westphalie a interdit « jusqu'à nouvel ordre » le chant choral, mais aussi la pratique groupée d'instruments à vent[71].
- Début mai, après un concert donné à Amsterdam (8 mars) parmi 130 choristes, 102 ont été diagnostiqués contaminés par la Covid-19, certains ont été hospitalisés, et 4 sont décédées : un membre du chœur et trois personnes proches des choristes[72].
- En France, mi-mai, sur demande du président du Parti chrétien-démocrate et d'organisations catholiques traditionalistes, le Conseil d’État casse l'arrêté interdisant les rencontres religieuses dont les messes où les fidèles sont généralement amenés à chanter et prier vocalement ensemble. Le Conseil d’État demande à l’État de prendre des mesures, devant être « proportionnées aux risques sanitaires encourus » en ce « début de "déconfinement" ».

L’OMS confirme aussi ce fait (les nanoparticules se comportent davantage comme des gaz que comme des particules)[réf. nécessaire].
- Le 7 juillet 2020, après qu'une lettre ouverte publiée dans la revue Oxford Clinical Infectious Diseases, cosignée par plus de 200 scientifiques, avaient exhorté l’OMS et la communauté médicale internationale à « reconnaître le potentiel de transmission aérienne du Covid-19 », l'OMS a reconnu qu'une transmission aérienne n'est pas à exclure, puis Joshua Santarpia et son équipe (à l'Université du Nebraska) ont confirmé que des particules virales expirées sous forme d'aérosols (dans leur étude, captées à 30 centimètres au-dessus des pieds de cinq malades alités dans leur chambre d'hôpital, dans des microgouttelettes de moins de 1 à cinq micromètres de diamètre, issues de l'expiration des malades) semblent bien capables de se répliquer chez un autre individu et provoquer une infection. Pour 3 de 18 échantillons de gouttelettes d'un micromètre le virus a pu se reproduire in vitro. Selon la professeure Linsey Marr (spécialiste de la contamination virale par l'air), évoque à ce sujet « des preuves solides » « Il y a du virus infectieux dans l'air[73]. Reste à savoir quelle quantité il faut respirer pour être infecté »[73] (et combien de temps il reste infectieux en suspension dans l'air).
  - Ainsi, parmi 126 passagers ayant pris deux bus (59 du bus n°1 et 67 du n°2) pour un aller-retour de 100 minutes à Ningbo, province du Zhejiang (pour un évènement bouddhiste), ceux du bus n°2, exposé à un malade de la COVID ont été 41,5 fois plus susceptibles d'être infectés que ceux transportés dans le bus n°1. Le cas-index était asymptomatique (pas de toux) et il était assis au milieu du bus, côté droit (entre deux autres passagers)[74]. Ceci suggère une importante transmission aérienne du SRAS-CoV-2 dans cet habitacle fermé avec recirculation d'air[75].
  - L'analyse des flux de ventilation/climatisation d'un restaurant de Guangzhou (Chine) a aussi expliqué la formation d'un cluster parmi les convives de tables adjacentes à celle d'un malade, où la contagion a suivi la direction du flux d'air à partir du « patient zéro » alors même que les convives étaient tous situés à plus d'un mètre et que comme l'ont montré les enregistrements vidéo du restaurant, aucun contact direct ou indirect n'a été observé entre les personnes des 3 tables différentes concernées[76]

- En septembre 2020, bien après qu'il a été montré que le virus peut être retrouvé dans les excréments de malades de la COVID-19[77],[78],[79], un cluster a attiré l'attention de chercheurs : dans un même immeuble de Guangzhou, Neuf personnes sont tombées malades du SRAS-CoV-2 entre le 26 janvier et le 13 février 2020 [80]. Yuguo Li, de l'université de Hong Kong, qui avait aussi étudié le cas du cluster de SARS survenu en 2003 dans le complexe résidentiel d’Amoy Gardens de Hong Kong[81] voit des similitudes. Son équipe, avec d’autres équipes du Centre provincial de contrôle et de prévention des maladies du Guangdong et du CDC de Guangzhou ont en septembre 2020 ont décrit ces similitudes dans les Annals of Internal Medicine. Ils estiment notamment que les chasses d’eau tirées après le passage d’un malade aux toilettes créent une mise en suspension dans l’air d’aérosols fécaux contenant des virus infectieux[82]. Ces 9 personnes appartenaient à 3 familles différentes qui n'ont pas eu de contacts physiques, mais dont la première avait été à Wuhan[82]. Toutes dans l'immeuble habitaient des appartements situés dans le même alignement vertical et partageaient le même système d'évacuation des eaux usées et des eaux de ruissellement de salle de bain[82]. Les familles vivaient dans 3 appartements alignés verticalement reliés par des tuyaux de drainage dans les salles de bains principales. « Les infections observées et les emplacements des échantillons environnementaux positifs étaient cohérents avec la propagation verticale des aérosols chargés de virus via ces tuyaux et grilles d'évacuation » des eaux de ruissellement[82].

### Importance de la contamination oculaire par le SARS-CoV-2
L’œil est une porte d'entrée à ne pas sous-estimer pour le SARS-CoV-2 et à bien intégrer dans les mesures barrière. Un article de Derek Chu & al., publié dans The Lancet, produit à partir de 172 études observationnelles et d'une compilation des preuves issues de 44 études comparatives sur le SRAS, le syndrome respiratoire du Moyen-Orient (MERS), COVID-19 et les bêtacoronavirus, insiste sur le fait que simplement porter une protection oculaire réduit de 78% le risque d'infection, sans que l'on ait à ce jour pu mesurer la part des infections directement issues des gouttelettes ou aérosols contenant des virus et entrés directement en contact avec l’œil, et la part des « auto-inoculations » par frottement des yeux avec les doigts par exemple.
L'une des voies d'entrée possibles est le passage de gouttelettes aérosolisées dans les larmes, lesquelles transitent ensuite vers la sphère nasopharyngée via les canaux nasolacrymaux (puis éventuellement vers les voies respiratoires et/ou le cerveau).